# Lise Bourdeau
Lise Bourdeau, née en 1946 à Montréal, est une romancière québécoise.

## Biographie
Née à Montréal en 1946, Lise Bourdeau fréquente l'école Sainte-Thérèse de Delson, à Laprairie, avant de travailler en tant que dessinatrice technique. Entre 1962 et 1972, elle enchaine ensuite en tant qu'estimatrice en téléphonie au sein de Northern Telecom. À partir de 1972, elle exerce le métier d'enseignante à la polyvalente La Magdelaine, et ce, dans les filières commerce, orthopédagogie et sciences familiales.
Titulaire, à partir de 1980, d'un baccalauréat en enseignement professionnel de l'Université du Québec à Montréal, Lise Bourdeau poursuit ses études en sexologie.

### Carrière littéraire
Après avoir publié sa nouvelle L'Affranchissement dans les pages du Canada français en 1981 — nouvelle qui lui a valu le deuxième prix des Écritures du Haut-Richelieu — Lise Bourdeau voit son premier roman, Josée : Récit d'un inceste, paraitre aux Éditions des Mille Roches l'année suivante. La couverture de celui-ci est illustrée par une toile du peintre haut-richelain Roger Alexandre, commandée spécifiquement pour l'occasion par l'éditeur Jean-Yves Théberge. Suit en 1984, un « récit autobiographique », aux éditions Stanké cette fois-ci : Marijo femme ou putain.

## Analyse et réception de l’œuvre
S'il ne reconnait à Josée : Récit d'un inceste que des qualités littéraires « plus ténues » et y voit là « plus qu'une œuvre d'art, un outil d'information et de revendication », Réginald Martel estime néanmoins qu'il s'agit d'« un ouvrage nécessaire ». Dans le même état d'esprit, Catherine Faubert titre sa chronique au sujet du livre dans Marie-Pier : « Une femme ose enfin parler d'inceste ».

## Œuvre
- « L'Affranchissement », Le Canada français, nos 22-27,‎ 14 oct.-25 nov. 1981, p. 40
- Josée : Récit d'un inceste, Saint-Jean-sur-Richelieu, Éditions Mille Roches, 1982, 212 p. (lire en ligne)
- Marijo femme ou putain : Récit autobiographique, Montréal, Stanké, 1984, 250 p.